# معضلة لوكاس
معضلة لوكاس (بالإنجليزية: Lucas Paradox) هي ظاهرة في الاقتصاد الدولي لاحظها الاقتصادي الأمريكي والحائز على جائزة نوبل روبرت إي. لوكاس في عام 1990، وتشير إلى التناقض بين ما تتنبأ به النظرية الاقتصادية التقليدية بخصوص تدفقات رؤوس الأموال وبين الواقع العملي لتلك التدفقات. فوفقاً للنظرية، يجب أن تتدفق رؤوس الأموال من الدول الغنية إلى الدول الفقيرة، حيث العائد على الاستثمار أعلى، لكن البيانات تُظهر أن العكس يحدث غالباً، وهو ما شكل ما يُعرف بـ "معضلة لوكاس".

## الخلفية النظرية
تنطلق المفارقة من افتراضات النموذج الاقتصادي التقليدي مثل نموذج سولو للنمو، حيث يُفترض أن العائد الهامشي لرأس المال أعلى في الدول النامية نتيجة انخفاض مستويات رأس المال، مما يجب أن يجذب الاستثمارات الأجنبية إليها. لكن روبرت لوكاس أوضح أن الفروقات الكبيرة في العائدات بين الدول لا تقود فعلياً إلى حركة رؤوس الأموال كما يُتوقع.

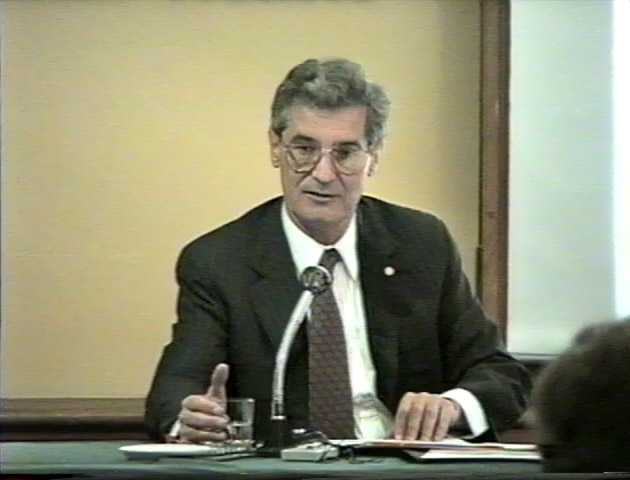
محاضرة روبرت إي. لوكاس حول الثورة الصناعية في 26 سبتمبر 1996: التناقض بين النظرية والواقع في النمو الاقتصادي والاستثمار البشري والتعليم

## التفسيرات المحتملة للظاهرة
اقترحت دراسات متعددة عدة أسباب لشرح الظاهرة، من بينها:
- ضعف المؤسسات: مثل ضعف سيادة القانون، وغياب حماية حقوق الملكية في بعض الدول النامية، مما يثني المستثمرين عن ضخ رؤوس أموالهم هناك.[7]

- المخاطر السياسية: تتعلق بعدم الاستقرار السياسي والمخاوف من تأميم الأصول، أو تقلب القوانين التنظيمية.

- رأس المال البشري: ضعف التعليم والمهارات في بعض الدول النامية يقلل من إنتاجية رأس المال، وبالتالي يقلل من العوائد المتوقعة على الاستثمار.

- غياب البنية التحتية المالية: مثل ضعف النظام المصرفي المحلي أو غياب الضمانات القانونية مما يصعّب على المستثمرين استرجاع رؤوس أموالهم أو تحقيق أرباح.[8]

- عدم تماثل المعلومات وعدم الشفافية حول بيئة الاستثمار، مما يؤدي إلى تقييم سلبي للأسواق النامية حتى وإن كانت العوائد أعلى نظريًا.[9]

## التأثيرات الاقتصادية الناتجة عن معضلة لوكاس
شكلت المعضلة حافزًا لتبني سياسات اقتصادية تركز على تحسين البيئة المؤسسية في الدول النامية، بما يشمل تقوية النظام القضائي، وضمان الشفافية، واستقرار السياسات الاقتصادية، وهو ما يُعتقد أنه يعزز من قدرة هذه الدول على جذب الاستثمارات الأجنبية المباشرة. وفي هذا السياق، يشير تقرير الحرية الاقتصادية في العالم الصادر عن Fraser Institute (2023) إلى أن الدول التي تتمتع بمؤسسات قوية وبيئة تنظيمية مستقرة تحظى بمستويات أعلى من تدفقات الاستثمار الأجنبي، ما يدعم التفسير المؤسسي لمعضلة لوكاس ويبرز أهمية الإصلاحات المؤسسية في الاقتصادات النامي.

## دور معضلة لوكاس في أدبيات الاقتصاد
منذ طرح المعضلة، أصبحت جزءاً أساسياً من النقاشات الأكاديمية في مجالات مثل الاقتصاد الكلي، الاقتصاد التنموي، وتمويل الأسواق الناشئة. ولا تزال هذه المفارقة تُستخدم لفهم الفجوة بين النظرية والتطبيق في الاقتصاد الدولي، وتُدرّس في الجامعات ضمن مناهج الاقتصاد والتمويل.

## وصلات خارجية
- ورقة من صندوق النقد الدولي حول معضلة لوكاس (بالإنجليزية)
- تقرير الحرية الاقتصادية في العالم - 2023